# Collegiata di Santa Maria Maddalena (Gradoli)
La chiesa collegiata di Santa Maria Maddalena è la parrocchiale di Gradoli, in provincia e diocesi di Viterbo; fa parte della zona pastorale di Acquapendente

## Storia e descrizione
Venne citata per la prima volta in un documento del 1296 come cappella dell'antico castello medievale mentre la chiesa parrocchiale era all'epoca la chiesa di San Michele Arcangelo.
Nel 1440 fu ampliata e consacrata il 10 settembre 1447.
Gravemente danneggiata da un incendio alla fine del XVII secolo fu ricostruita in forme barocche e consacrata il 28 aprile 1705 dal cardinale Marco Antonio Barbarigo, vescovo di Montefiascone.
Conserva al suo interno affreschi di prestigio, un pulpito in legno dell'artista tedesco Matteo Siler e un fonte battesimale in marmo. I sei altari laterali (Purgatorio, San Francesco, Madonna del Rosario, Sant'Andrea, San Carlo, Santissimo Crocifisso) erano anticamente affidati alle sei confraternite del paese delle quali è sopravvissuta oggi solo una, la Confraternita del Purgatorio.